# Smile Again/Double Impact
Smile Again/Double Impact (estilizado como SMILE AGAIN/Double Impact) é um single de Hironobu Kageyama e Sakura Tange lançado pela Konami em 22 de janeiro de 1999.

## Produção
O título vem das duas faixas (e suas versões instrumentais) inclusas no CD. Ambas as faixas foram produzidas para o jogo de Nintendo 64 Goemon's Great Adventure, da franquia Ganbare Goemon, da Konami, que também produziu as canções deste single.
"Double Impact" é uma nova versão de "Ore wa Impact!", do single "Ganbare Goemon no Theme", do jogo Mystical Ninja Starring Goemon. A mais antiga foi cantada por Ichiro Mizuki, e embora ele não esteja creditado neste single, sua voz pode ser ouvida na gravação junto da nova cantora, Sakura Tange. Já Kageyama, cantor da música-tema do jogo anterior, retornou para gravar "SMILE AGAIN".
Por algum motivo desconhecido, ambas as canções não estão na versão norte americana e europeia do jogo, que ficou com a tela inicial silenciosa e com outras cenas removidas.
As composições, arranjos e letras são creditadas a Goemon Seisaku Iinkai, que significa "Comitê de Produção de Goemon" em tradução livre; um coletivo de artistas da Konami responsável pela música do jogo. Eles também são creditados no single "Ganbare Goemon no Theme".

## Recepção
Nintendo Life, em sua crítica do jogo, citou a música de abertura "SMILE AGAIN", chamando-a de "excêntrica e cativante."

## Faixas
| N.º            | Título                                                | Letras                | Música                | Arranjo               | Duração |  |
| 1.             | "SMILE AGAIN" (Vocal: Hironobu Kageyama)              | Goemon Seisaku Iinkai | Goemon Seisaku Iinkai | Goemon Seisaku Iinkai | 3:56    |  |
| 2.             | "Double Impact" (Vocal: Sakura Tange e Ichiro Mizuki) | Goemon Seisaku Iinkai | Goemon Seisaku Iinkai | Goemon Seisaku Iinkai | 2:57    |  |
| 3.             | "SMILE AGAIN (Karaokê)"                               | instrumental          | Goemon Seisaku Iinkai | Goemon Seisaku Iinkai | 3:56    |  |
| 4.             | "Double Impact (Karaokê)"                             | instrumental          | Goemon Seisaku Iinkai | Goemon Seisaku Iinkai | 2:55    |  |
| Duração total: | Duração total:                                        | Duração total:        | Duração total:        | Duração total:        | 13:44   |  |